# Mobile Printing Alliance
Mobile Printing Alliance (Mopria) ou Mopria Alliance est une organisation reconnue pour le développement des logiciels Mopria Print Service et Mopria Scan qui visent à standardiser l'impression ainsi que la numérisation depuis des appareils mobiles. Cette association a été créée en septembre 2013 par quatre membres fondateurs parmi les fabricants d'imprimantes dont Canon, HP, Samsung et Xerox.
Mopria affiche l'objectif de réunir au sein d'une association à but non lucratif des sociétés technologiques de premier plan afin de fournir un service d'impression et de numérisation sans fil à disposition des smartphones, des tablettes et d'autres terminaux mobiles. Les entreprises membres ont publié des certifications pour des appareils mobiles ainsi que pour des fonctions d'impressions intégrées à 2 400 imprimantes de 24 marques, représentant plus de 100 millions d'appareils d'impressions utilisés aujourd'hui. Il y a actuellement plus de 750 millions d'installations du Mopria Print Service. Ce chiffre comprend la pré-installation sur plusieurs marques (modèles sélectionnés) tels qu'Amazon, Huawei et ZTE ainsi que l'intégration de la bibliothèque d'impression Mopria dans le service d'impression mobile de Samsung (Samsung Print Service) pour ses gammes d'appareils Galaxy.

## Technologies

### Mopria Print Service
Le Mopria Print Service est un service d'impression mobile (Mobile Printing Service) développé par l'association Mopria destiné dans un premier temps aux appareils Android. Ce service a été lancé sur le magasin d'applications Google Play en octobre 2014. Il s'agit d'un module d'extension permettant d'imprimer à partir des appareils qui sont entraînés par le système d'exploitation Android, depuis sa version 4.4, sur des imprimantes et des multicopieurs certifiés par Mopria. C'est un équivalent au service d'impression mobile AirPrint développé par Apple en 2010. Le Mopria Print Service est aujourd'hui intégré dans d'autres systèmes d'exploitations tels qu'Ubuntu version 17.10.
Le service d'impression de Mopria est plus précisément un démon basé sur le protocole IPP qui s'intègre au système d'exploitation (particulièrement depuis Android Oreo) et permet d'installer un pilote d'impression universel par défaut afin d'imprimer directement depuis toutes les applications installées, sans passer par un logiciel utilitaire tiers.
Ce logiciel utilise mDNS pour découvrir automatiquement des imprimantes ou des copieurs multifonctions connectés en Ethernet. La communication se fait en pair à pair depuis une connexion centralisée (via un routeur ou un commutateur réseau) sans fil (Wi-Fi) ou câblé. La liaison peut aussi s'opérer directement depuis une connexion sans fil (par le biais du Wi-Fi Direct) ou avec un cordon RJ45 croisé.
La version 2.3 du Mopria Print Service étend les fonctions d'impression à certaines finitions telles que la perforation, le pliage et l’agrafage. Cette version améliore aussi la compatibilité avec les applications qui proposent une fonction « Partager ».

### Bibliothèque d'impression Mopria
La bibliothèque d'impression Mopria permet d'utiliser des modules d'extensions tiers et prend en charge une vaste gamme d'imprimantes provenant de plusieurs fournisseurs. La bibliothèque d'impression de Mopria fait partie du service d'impression de Samsung, ce qui permet aux utilisateurs de Samsung Galaxy d'imprimer le contenu de leurs appareils.

### ApplicationMopria Scan
Le logiciel Mopria Scan permet de numériser des documents depuis un très grand nombre d'imprimante et de copieur multifonction. Cette application a été mise à disposition des utilisateurs dans sa version bêta 1.0.3 en téléchargement depuis le magasin d'applications Google Play au mois d'avril 2018.

## L'organisation Mopria
L'alliance Mopria a été créée en tant que société sans objectif de rentabilité. Elle est membre du Delaware et fonctionne comme une société à but non lucratif. Les représentants des organisations membres peuvent siéger au conseil d'administration et aux trois groupes de travail principaux : technique, certification et marketing. 